# Mignet HM-280
Le HM-280 (Pou Maquis) est un appareil (ULM) conçu par Henri Mignet en 1944, conçu pour l'armée française à la demande du colonel Albert Eon (en). Il s'agit d'un petit appareil maniable, pouvant se poser sur des terrains pas forcément aménagés. Trois exemplaires sont construits et au moins un participent à des maneuvres après-guerre. 
Un exemplaire donné par Eon, alors général, au musée de l'air du Bourget est détruit lors d'un incendie dans les réserves le 17 mai 1990